# Pertusaria subventosa
Pertusaria subventosa är en lavart som beskrevs av Malme. Pertusaria subventosa ingår i släktet Pertusaria och familjen Pertusariaceae.

## Underarter
Arten delas in i följande underarter:
- deficiens
- hypothamnolica